# Greenwater
Greenwater è un census-designated place (CDP) degli Stati Uniti d'America, situato nello stato di Washington, nella contea di Pierce. La popolazione era di 67 al censimento del 2010, in calo da 91 nel 2000.